# Rubus sampaioanus
Rubus sampaioanus är en rosväxtart som beskrevs av Henri L. Sudre. Rubus sampaioanus ingår i släktet rubusar, och familjen rosväxter. Inga underarter finns listade i Catalogue of Life.